# Semiothisa exosciodes
Semiothisa exosciodes là một loài bướm đêm trong họ Geometridae.